# Agabus nebulosus
Agabus nebulosus är en skalbaggsart som först beskrevs av Forster 1771.  Agabus nebulosus ingår i släktet Agabus och familjen dykare. Arten är reproducerande i Sverige. Inga underarter finns listade i Catalogue of Life.

## Bildgalleri

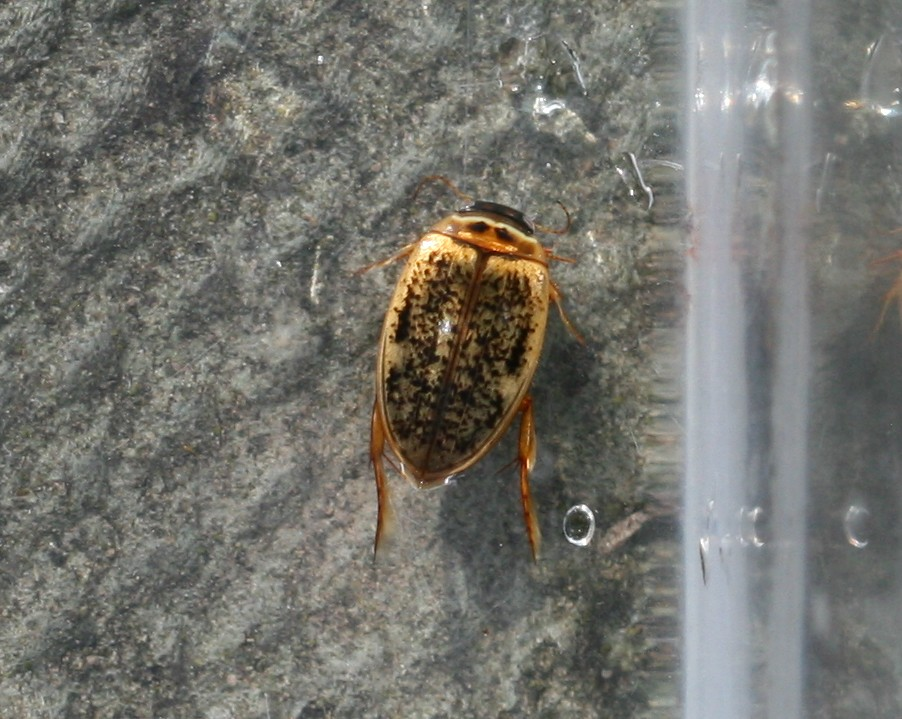
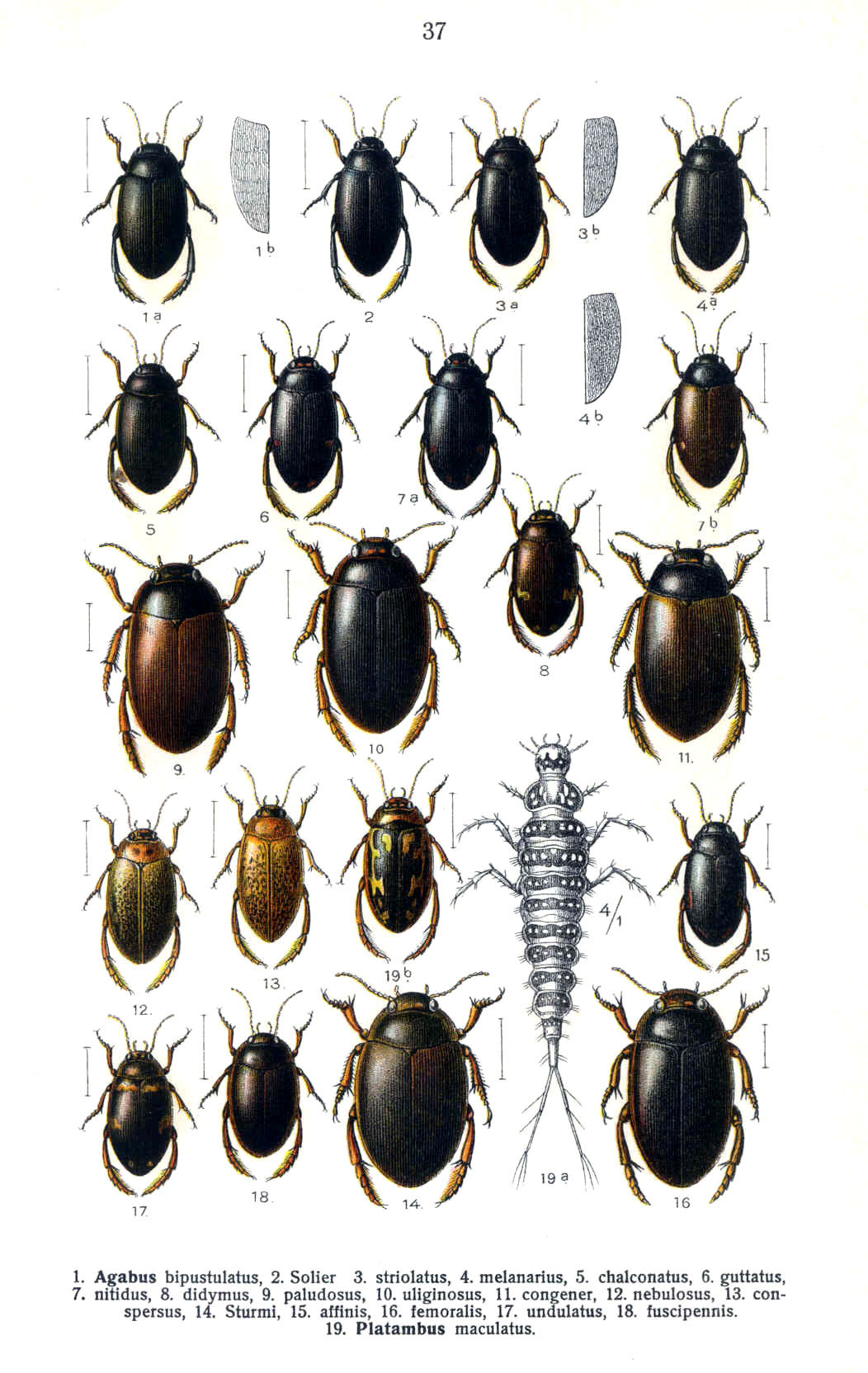
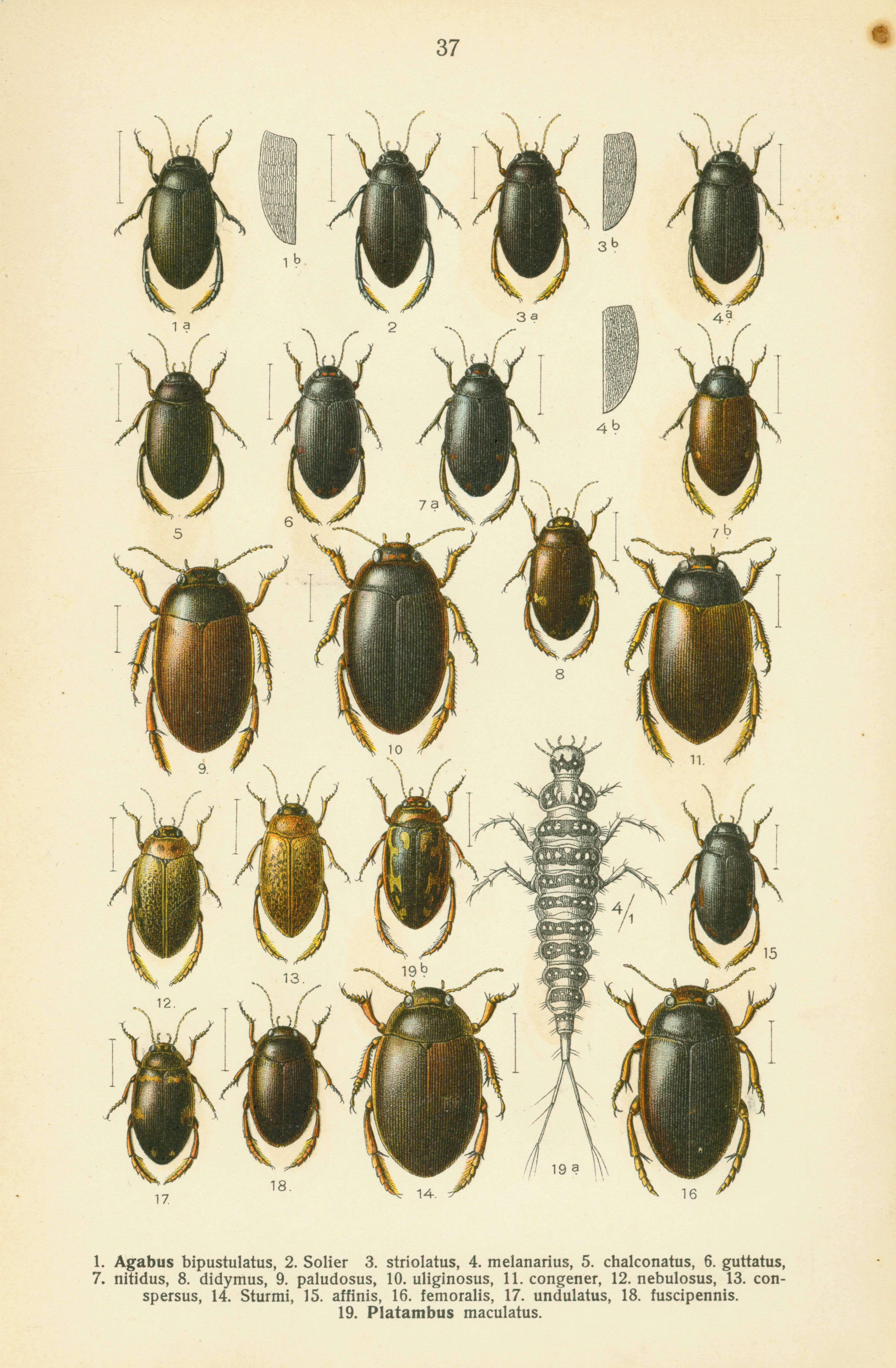
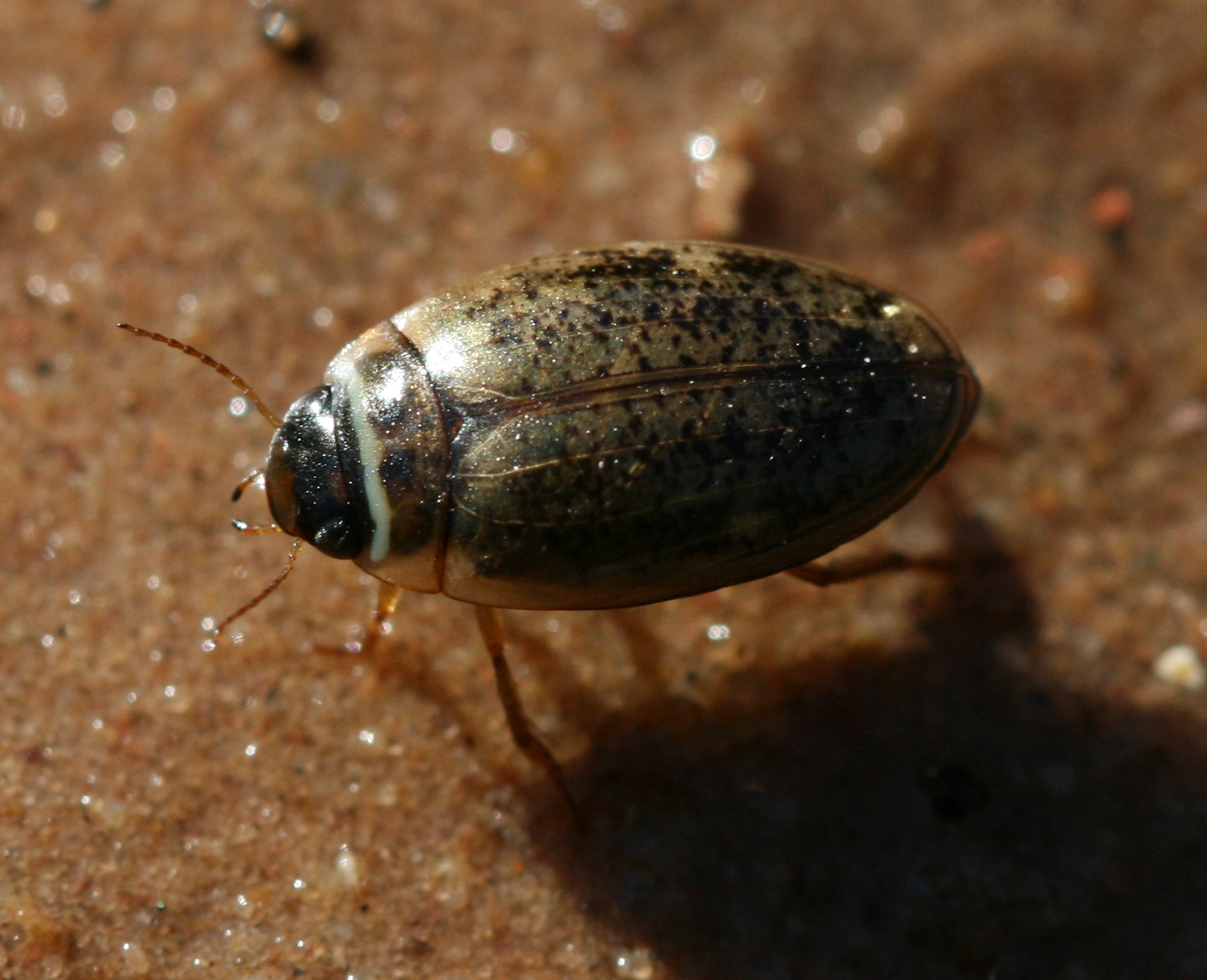